# Стребков, Дмитрий Семёнович
Дмитрий Семёнович Стребков (11 марта 1937, Винница — 14 декабря 2021) — российский учёный, специалист в области электрификации сельскохозяйственного производства и возобновляемых источников энергии. Академик РАН, заслуженный деятель науки Российской Федерации, доктор технических наук, профессор.

## Биография
Окончил в 1959 году факультет электрификации Московского института механизации и электрификации сельского хозяйства, в 1967 году механико-математический факультет МГУ им. М. В. Ломоносова. Имел дипломы инженера-электрика и математика.

### Направления научной деятельности
1959—1960 гг. — инженер электротехнической лаборатории Моссельэнерго.
1960—1987 гг. — старший инженер, старший научный сотрудник, начальник сектора, начальник лаборатории, начальник отдела, зам. главного конструктора ВНИИИТ НПО «Квант».
1966—1986 гг. — преподаватель, старший преподаватель, доцент, профессор кафедры «Радиотехники и телевидения» Всесоюзного заочного Политехнического института (в настоящее время Московский государственный открытый университет имени В. С. Черномырдина).
С 1987 — директор Всероссийского НИИ электрификации сельского хозяйства.
С 1996 — заведующий кафедрой ЮНЕСКО «Возобновляемая энергетика и сельская электрификация».
Общее количество научных трудов — 800, количество авторских свидетельств и патентов — 400, включая 20 патентов США, Англии и др. стран.
Скончался 14 декабря 2021 года. Похоронен в Москве на Котляковском кладбище (участок 32).

## Избранные научные труды
- Энергоактивные здания — М. Стройиздат, 1998, 374с.
- Развитие фотоэлектрической энергетики — Информэлектро, 1988 г.
- Большой англо-русский политехнический словарь (в двух томах) М. Изд-во «Русский язык», 1419 с.
- Англо-русский и русско-английский словарь по солнечной энергетике. М. Изд-во «Руссо», 1995—303 с.
- Справочник инженера-электрика сельскохозяйственного производства. Информагротех. М., 1999—534 с.
- Аномальный фотоэлектрический эффект. Доклады АН СССР, 1974, № 219, т. 2.
- Возможность передачи электрической энергии без металлических проводов. Доклады РАСХН, 2002, № I с. 47-50.

## Общественно-научная и педагогическая деятельность
- председатель Российской секции Международного общества солнечной энергии
- заместитель председателя Российского комитета по использованию возобновляемых источников энергии
- член экспертного совета ВАК
- председатель и член специализированных советов по защите докторских и кандидатских диссертаций
- председатель диссертационного докторского совета ВИЭСХ
- председатель секции по агроинженерным специальностям экспертного совета ВАК Минобразования РФ,
- заведующий кафедрой ЮНЕСКО и кафедры МГАУ «Возобновляемая энергетика и сельская электрификация»
- член редколлегий журналов:

* «Доклады РАСХН»
* «Вестник сельскохозяйственной науки»
* «Техника в сельском хозяйстве»
* «Электрические источники энергии» (Белград)
- член-корреспондент ВАСХНИЛ (1991)
- член-корреспондент РАСХН (1992)
- академик РАСХН (1997)
- академик РАН (2013)